# Березники (Волчанский район)
Березники́ (укр. Березники) — село в Старосалтовском поселковом совете Волчанского района Харьковской области Украины.
Код КОАТУУ — 6321655801. Население по переписи 2001 г. составляет 103 (40/63 м/ж) человека.

## Географическое положение
Село Березники находится в 2,5 км от Печенежского водохранилища (река Северский Донец), примыкает к селу Бугаевка.
От реки село отделяет сосновый лес, в 2-х км проходит автомобильная дорога Т-2104.
Местность вокруг села сильно заболочена.

## История
- 1785 - дата основания.
- В 1940 году, перед ВОВ, в Березниках было 73 двора.[1]

## Экономика
- В селе есть молочно-товарная ферма и птичье подворье.

## Достопримечательности
- Братская могила советских воинов. Похоронено 245 воинов.

## Экология
- Рядом с селом проходит ЛЭП 110 кВ.